# Erateinó
Erateinó (Erateino) är en ort i Grekland.   Den ligger i prefekturen Nomós Kaválas och regionen Östra Makedonien och Thrakien, i den nordöstra delen av landet, 300 km norr om huvudstaden Aten. Erateinó ligger 9 meter över havet och antalet invånare är 649.
Terrängen runt Erateinó är platt åt sydost, men åt nordväst är den kuperad. Runt Erateinó är det ganska tätbefolkat, med 54 invånare per kvadratkilometer. Närmaste större samhälle är Kavála, 19,6 km väster om Erateinó. Trakten runt Erateinó består till största delen av jordbruksmark.